# Ardirejo (Panji)
Ardirejo is een bestuurslaag in het regentschap Situbondo van de provincie Oost-Java, Indonesië. Ardirejo telt 3549 inwoners (volkstelling 2010).